# Marija (list)
Marija: vjerski list za Marijine štovatelje, hrvatski je katolički mjesečnik Provincijalata Franjevačke provincije Presvetog Otkupitelja u Splitu. Izlazi od 1963. Donosi članke, oglede, kolumne i prikaze ponajprije mariološke, ali i kristološke, liturgičke, općenito teološke, umjetničke (pjesništvo, likovna umjetnost) i svakodnevne tematike.
Glavni uredni lista bili su Vjenceslav Danko Glibotić (1963. – 1983.) i Petar Lubina (1983. – 2022.). Trenutni je glavni urednik Ante Branko Periša.